# Rolf Svensson
Tage Rolf Svensson (Gotemburgo, 29 de junio de 1935) es un deportista sueco que compitió en tiro con arco, en la modalidad de arco recurvo. Ganó tres medallas en el Campeonato Europeo de Tiro con Arco al Aire Libre, en los años 1972 y 1976.

## Palmarés internacional
| Campeonato Europeo al Aire Libre | Campeonato Europeo al Aire Libre | Campeonato Europeo al Aire Libre | Campeonato Europeo al Aire Libre |
| Año                              | Lugar                            | Medalla                          | Prueba                           |
| -------------------------------- | -------------------------------- | -------------------------------- | -------------------------------- |
| 1972                             | Walferdingen (Luxemburgo)        | Medalla de oro                   | Equipo                           |
| 1976                             | Copenhague (Dinamarca)           | Medalla de oro                   | Individual                       |
| 1976                             | Copenhague (Dinamarca)           | Medalla de plata                 | Equipo                           |